# Trans Australia Airlines
Trans Australia Airlines' (также TAA; с 1986 года «Australian Airlines») — бывшая авиакомпания Австралии, существовавшая в период с 1946 по 1996 год. Штаб-квартира располагалась в городе Мельбурн.

## История
До начала Второй мировой войны Австралия была одним из ведущих в мире авиационных центров. Благодаря небольшому населению (около 7 миллионов человек), страна занимала шестое место в мире по количеству регулярных авиарейсов, имелось 16 авиакомпаний. Ряд выдающихся 
первопроходцев в авиации, такие как Лоуренс Харгрейв, Гарри Хаукер, Лоуренс Уокетт и многие другие. Ввиду того, что небольшие плодородные районы Австралии разделяет пустыня, правительство рассматривало развитие авиации, как дело государственной важности. Перед началом войны, более половины грузовых и пассажирских авиакомпаний страны субсидировались государством.
Несмотря на это, после начала боевых действий гражданская авиация была принесена в жертву авиакомпаниям военным. К завершению Второй мировой в Австралии оставалось всего девять авиакомпаний.
В августе 1945 года австралийский парламент принял законопроект Australian National Airways, законопроект создал Австралийскую Национальную Авиационную Комиссию (англ. Australian National Airways Commission (ANAC)), которому поручалось восстановить авиационный сектор.
ANAC появилась в феврале 1946 года, тогда же была начата разработка новой авиакомпании. Для создания Trans Australia Airlines был привлечён Лестер Брайан, который стал её генеральным директором. В середине июня 1946 года были приобретены первые самолёты, две машины модели Douglas DC-3. Более десятка самолётов такой же модели перешли в пользование компании в ближайшие месяцы, эти самолёты первоначально были приобретены правительством Австралии по ленд-лизу, для Королевских военно-воздушных сил Австралии.
В июле 1946 года министерство финансов Австралии выделило 350 000 австралийских фунтов на покупку самолётов Douglas DC-4 у американской компании Douglas Aircraft Company. Для получения самолётов был послан  Джон Уоткинс, который сыграл большую роль в становлении и развитии компании, назначенный тогда техническим директором компании.
В последующие несколько лет происходил быстрый рост компании, возрос спрос на авиаперелёты в Австралии. В 1950-е, 1960-е и 1970-е большуя часть австралийской авиации составляли самолёты поддерживаемой государством Trans Australia Airlines и частной Ansett-ANA. Одной из причин удачного существования компании был выбор правильных самолётов. Первоначально использовались самолёты модели Douglas DC-3, а затем были приобретены новые Convair CV-240. Данный самолёт был популярен в то время, из-за возможности летать на нём в самых различных погодных условиях. Использование данное модели закрепило за компанией репутацию надёжного и совершенного перевозчика.
Несмотря на то, что TAA была государственной компанией, в 1950-е года австралийское правительство оказывало большую поддержу частной Ansett-ANA, в результате страдали интересы TAA. Однако компания продолжала оставаться одним из ведущих авиаперевозчиков в стране. Это было вызвано политикой «Двух авиакомпаний», которая делала практически невозможным развитие компаний без поддержки правительства. В результате в стране осталось только два крупных перевозчика: TAA и Ansett-ANA.
Сохранялось равенство двух ведущих компаний, совпадали номера рейсов и их расписание. Кроме того, даже авиапарк авиакомпаний был идентичен. Данная политика начала ослабляться только в 1980-х годах. Тогда компании смогли покупать различные модели самолётов. TAA приобрела самолёты Airbus A300B4, а Ansett — Boeing 767. В то время использование A300 было достаточно революционным шагом, в то время это был первый двухмоторный широкофюзеляжный самолёт в мире.
В 1986 году был произведён ребрендинг компании, она была переименована в «Australian Airlines». С рембрендингом  была связана новая раскраска самолетов компании, которая содержала название Australian. В период с конца 1987 года по 1994 год компания спонсировала телешоу, такие как «Колесо Фартуны», «Продажа века» и сериалы, например — Соседи.
К концу 1980-х годов политика «Двух компаний» начала изживать себя. В 1989 году прошла национальная забастовка пилотов, ставшая одной из самых дорогих забастовок в истории страны.
Qantas приобрела компанию в сентябре 1992 года, компания прекратила своё существование 30 апреля 1996 года.
В 2002 году бренд Trans Australia Airlines был возрождён компанией Qantas, новая компания — Australian Airlines действовала до 2006 года, когда была расформирована.

## Флот
На протяжении многих лет, компания использовала данные модели самолётов:

## Авиакатастрофы
- 8 августа 1951 года около 9 часов вечера по местному времени самолёт Douglas C-47 Skytrain упал в море рядом с аэропортом Кембридж, погибли два пилота, которые потеряли контроль над самолётом из-за обледенения[7].
- 31 октября 1954 года самолёт Vickers Viscount разбился рядом с аэропортом Мангалор, три из восьми членов экипажа погибли[8].
- 10 июня 1960 года самолёт Fokker F27 выполнявший рейс 538 упал в море рядом с аэропортом Маккай, 25 пассажиров и четыре члена экипажа погибли. Это была самая тяжёлая катастрофа в истории компании.
- 24 мая 1961 года самолёт Douglas DC-4 упал на острове Бульвер на подлёте к аэропорту Брисбен, погибли два пилота, выполнявшие рей из Сиднея[9].
- 28 апреля 1970 года самолёт De Havilland Canada DHC-6 Twin Otter разбился вскоре после взлёта около Каинанту, Папуа — Новая Гвинея. Погибли два пилота и девять пассажиров, находившихся на борту[10].